# 内藤秀因
内藤 秀因（ないとう しゅういん、1890年（明治23年）12月19日～1987年（昭和62年）4月10日）は、庄内町名誉町民、元日本水彩画会理事長の画家。

## 略歴
1890年（明治23年）12月19日、山形県東田川郡余目町大和村古関（現庄内町古関）の寺院・玄通寺の二男として生まれる。1913年（大正2年）山形県師範学校本科第一部卒業。22歳で小学校の教師となるも25歳で上京し、東京美術学校（現東京藝術大学）に入学。しかし、生活苦により中退。東京で教師として務めるながら、画家の石井柏亭、石川寅治に師事する。
1927年（昭和2年）美術および美術教育を研究するためにヨーロッパへ留学。1928年（昭和3年）パリに渡り、画家のアマン・ジャンやオットン・フリエスに師事する。留学中、世界的に権威のあるフランスの美術展サロン・ドートンヌに「L'hiver de Constantinople（コンスタンティノープルの冬）」を出品して入選し、注目を集める。また、サロン・デ・チュイルリーにも推薦されて出品する。その後、パリからイギリス、ベルギー、オランダ、ドイツに渡り、各地の美術研究を行った後に帰国する。帰国後は日本水彩画会会員となり、二科会、一水会、日展等の公募展に連続出品・連続入選を続ける。
1963年（昭和38年）ロンドンでの日英交歓美術展に出品した「花下の道」はロイヤル・アカデミーの買い上げとなる。1964年（昭和39年）再度ヨーロッパへ留学し、1979年（昭和54年）ギリシャに渡る。同年、日本水彩画会の理事長に就任。同年12月には、兄の内藤智秀（ないとうちしゅう）とともに名誉町民の称号が贈られる。1982年（昭和57年）余目町総合体育館（現庄内町総合体育館）のステージの緞帳原画を制作。1985年（昭和60年）春の叙勲で木杯を受ける。
1987年（昭和62年）4月10日、東京で死去。享年96歳。同年5月に遺族から日本水彩画会へ「内藤賞設定基金」が寄付され、同年12月には約2000点の作品が余目町に寄贈される。
作品は当初町立図書館で保存されていたが、1992年（平成4年）資料保存の適正化を図るための「余目町絵画収蔵館」が完成した。2005年（平成17年）余目町と立川町の合併によって庄内町が誕生したため、館名を「庄内町内藤秀因水彩画記念館」と改める。
2008年（平成20年）日仏交流150周年記念として作品35点がフランスに招待展示される。

## 親族
- 兄：内藤智秀（ないとうちしゅう、1886年（明治19年）7月13日～1984年（昭和59年）7月24日）

## 参考資料
- 内藤秀因水彩画記念館ホームページ